# Chính sách thị thực của Iraq
Theo luật, công dân của tất cả các quốc gia cần thị thực để đến Iraq. Tất cả du khách, trừ những người đến Basra hoặc Iraqi Kurdistan, phải có hộ chiếu có hiệu lực 6 tháng.

## Bản đồ thị thực

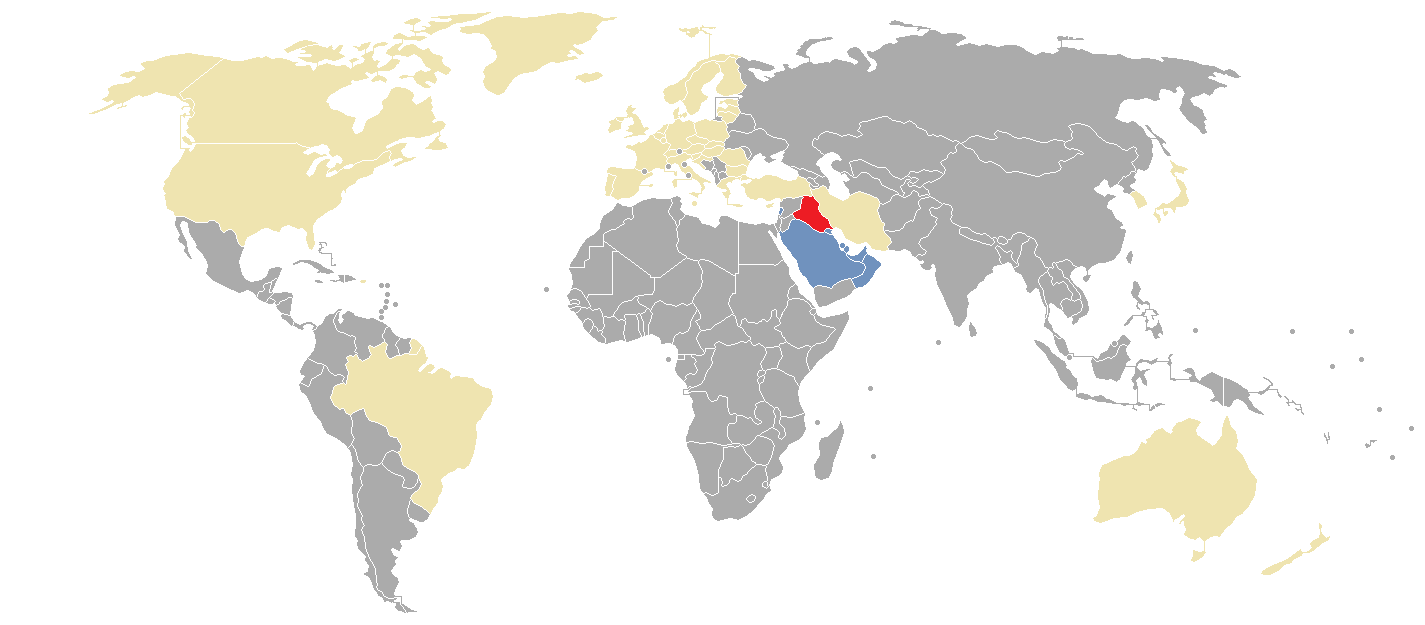
Chính sách thị thực Iraq
Iraq
Miễn thị thực tại Baghdad 15 ngày, sân bay Erbil và Sulaimaniyah (tối đa 15 ngày)
Thị thực tại cửa khẩu sân bay Basra hoặc Najaf
Miễn thị thực tại sân bay Erbil hoặc Sulaimaniyah (lên đến 30 ngày)

## Thị thực tại cửa khẩu
Công dân của các quốc gia sau có thể xin thị thực tại sân bay quốc tế Al Najaf:
| - Bahrain - Kuwait - Oman - Qatar - Ả Rập Saudi - Các Tiểu vương quốc Ả Rập Thống nhất |

Công dân của các quốc gia sau có thể xin thị thực tại sân bay quốc tế Basra:
| - Bahrain - Ả Rập Saudi |

Ngoài ra, người có gốc Iraq có thể xin thị thực tại cửa khẩu.

## Hộ chiếu không phổ thông
Công dân của Kuwait và Thổ Nhĩ Kỳ có hộ chiếu ngoại giao và công vụ và công dân của Trung Quốc sở hữu hô chiếu ngoại giao được miễn thị thực.
Một thỏa thuận miễn thị thực đối với hộ chiếu ngoại giao và công vụ được ký với Syria và chưa được thực thi.

## Kurdistan thuộc Iraq
Du khách đến Kurdistan thuộc Iraq qua sân bay quốc tế Erbil hoặc sân bay quốc tế Sulaimaniyah có thể đến đây không cần thị thực lên đến 30 ngày (trừ khi được chú thích) nếu sở hữu hộ chiếu của một trong các quốc gia sau:
| - công dân Liên minh Châu Âu - Brazil - Các Tiểu vương quốc Ả Rập Thống nhất - Canada - Hàn Quốc - Hoa Kỳ - Iceland - Iran (15 ngày) | - Kuwait - Na Uy - New Zealand - Nhật Bản - Qatar - Thụy Sĩ - Thổ Nhĩ Kỳ (15 ngày) - Úc |